# قلعه فوکوشیما (ولایت شینانو)
قلعه فوکوشیما (به ژاپنی: 福島城, Fukushima-jō)، قلعه ای بود که بر روی رود کیسو در کیسو، ناگانو (شهرک)، ژاپن واقع شده بود. قلعه فوکوشیما محل محاصره کیسو-فوکوشیما به رهبری تاکدا شینگن در سال ۱۵۵۴ بود.